# Rendición de Menorca

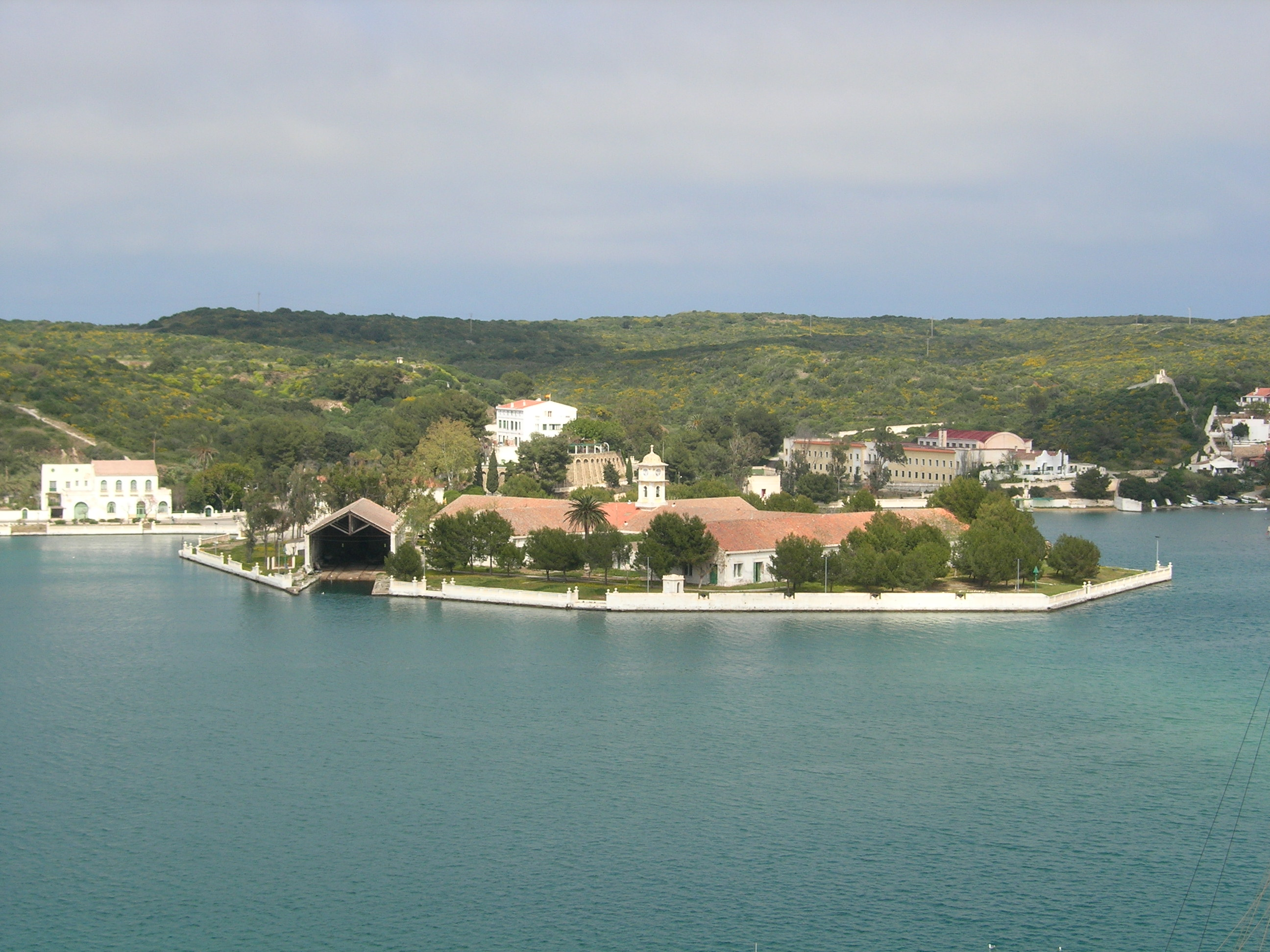
Arsenal de Mahón.

La Rendición de Menorca fue uno de los últimos episodios de la guerra civil española. Tuvo lugar en la isla de Menorca, entre el 4 y el 9 de febrero de 1939, cuando el gobernador militar de la isla y jefe de la base naval de Mahón, el capitán de corbeta Luis González de Ubieta negoció con un representante franquista la rendición gracias a la mediación de Gran Bretaña, que además proporcionó un buque de guerra para que las autoridades civiles y militares republicanas de la isla pudieran abandonarla antes de la llegada de las tropas sublevadas.

## Antecedentes
Las tropas sublevadas dominaban las islas Baleares excepto Menorca, que tenía su cordón umbilical en la ruta entre Mahón y Barcelona; esta situación se remontaba al fallido Desembarco de Mallorca intentado por el bando republicano en agosto-septiembre de 1936. En una época en que no existía el radar, la vigilancia solo era efectiva con luz diurna y, durante las noches sin luna, unos pocos barcos forzaban el bloqueo. A pesar de todo, la travesía era difícil.
La situación de los republicanos en Menorca se dificultó mucho tras el triunfo del bando sublevado en la Ofensiva de Cataluña y la toma de Barcelona, pues ahora Menorca quedaba como un bastión republicano aislado en el Mar Mediterráneo. El Mando Republicano de Menorca temía un desembarco franquista, apoyado por los italianos destacados en Mallorca. Desde entonces su potente artillería de costa, aún sin actuar y solo disuadir, había protegido la isla, hasta que la caída de Barcelona, el 26 de enero de 1939, ahogó las esperanzas de mantener comunicación efectiva con un territorio en manos republicanas.
El 8 de enero había llegado a Mahón el capitán de corbeta habilitado como vicealmirante Luis González de Ubieta en un avión desde Cartagena como nuevo comandante militar republicano de la isla y que sustituía a José Brandaris de la Cuesta, dejando al almirante Miguel Buiza como jefe de la flota republicana en Cartagena. El día 4 de febrero aviones franquistas lanzaron proclamas muy explícitas sobre Mahón: «El Caudillo no desea que haya más derramamiento de sangre» y concedía cinco días para decidir la rendición.

## Desarrollo

### Negociaciones para la rendición
El gobierno de Franco, que para entonces ya había sido oficialmente reconocido por el Reino Unido, Francia y otras potencias europeas, y el Foreign Office del Reino Unido autorizaron una maniobra acordada entre el cónsul británico en Palma de Mallorca, Alan Hillgarth, y el jefe de la aviación militar de Mallorca para adelantarse a los italianos. En efecto existía el temor del gobierno británico que el régimen de Mussolini planease ocupar Menorca aprovechando el gran número de fuerzas italianas ya estacionadas en Mallorca, para luego tratar de crear en Menorca una base naval propia como "compensación" por el costo de la intervención de la Italia fascista en la guerra civil española.
La amenaza de que Menorca pudiera caer bajo control militar italiano es lo que motivó que el gobierno británico aceptara la propuesta del Capitán de Fragata Fernando Sartorius y Díaz de Mendoza, Conde de San Luis, a la sazón nombrado por el gobierno de Franco como Jefe de la Región Aérea de las Baleares, para que un buque de la Royal Navy lo trasladara a Mahón y negociar allí la rendición de la isla a cambio de que las autoridades civiles y militares republicanas pudieran abandonarla bajo protección británica. El gobierno británico puso en marcha la operación sin informar al embajador republicano en Londres Pablo de Azcárate que cuando más tarde se enteró, presentó una protesta formal por haber prestado un buque británico a un "emisario de las autoridades rebeldes españolas".
Seguidamente embarcaron en el crucero británico  HMS Devonshire el jefe de la aviación rebelde en Mallorca, Fernando Sartorius, conde de San Luis, el cónsul Hillgarth y el capitán Denys Cowan, colaborador del mariscal Chetwode, presidente de la Comisión Internacional para el Canje de Prisioneros. El 7 de febrero, el HMS Devonshire apareció ante el puerto de Mahón a las 9 horas y la autoridad naval republicana concedió permiso al comandante Muirhead-Gould miembro de la Inteligencia Naval para fondear allí mismo.
Cuando subió al buque británico la comisión, Muirhead-Gould transmitió a Baudilio Sanmartín García, jefe republicano de la base naval, la invitación de que González de Ubieta subiera a bordo ese mismo día. Un intérprete le informó que la nave era neutral y el Foreign Office británico le facilitaba al máximo jefe republicano en la isla una entrevista con Sartorius, representante de las autoridades franquistas. Reunidos González de Ubieta y Sartorius poco después del mediodía, el enviado franquista manifestó que la situación republicana era desesperada y la guarnición de Menorca no podía esperar recibir ayuda alguna si los sublevados la atacaban. Sartorius ofreció a los jefes republicanos la opción de embarcar en el HMS Devonshire con los refugiados que así lo desearen, dejando Menorca en poder del bando nacional, para ello se otorgó un plazo hasta las 10 horas del 8 de febrero, pasado el cual los sublevados iniciarían un ataque. 
González de Ubieta terminó la entrevista afirmando a Sartorius que, si no podía consultar con el gobierno del doctor Negrín (cuestión difícil por estar en esos momentos en plena retirada de Cataluña), lo haría con el general José Miaja, jefe de las tropas del Centro o con la base naval republicana de Cartagena. González de Ubieta no logra comunicarse ni con Negrín ni con Miaja, pero sí con el almirante Buiza, jefe de la flota republicana en Cartagena. Buiza apenas responde a González de Ubieta que confía en su capacidad para resolver la situación, sin dar órdenes concretas.

### Sublevación franquista en Ciudadela y bombardeo italiano de Mahón

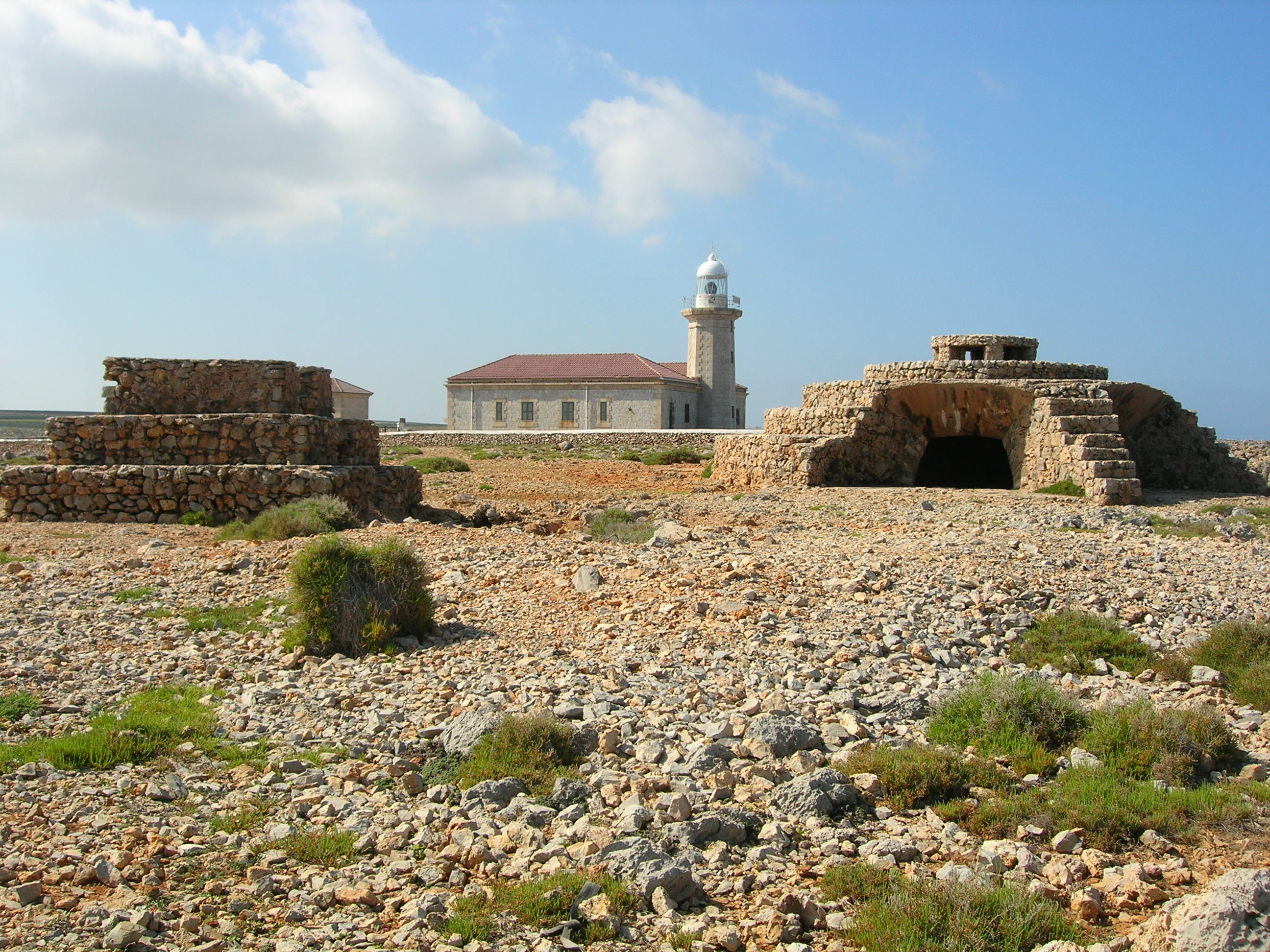
Búnqueres de defensa costera de la punta d'en Nati, al norte de Ciudadela.

La presencia del crucero británico en Mahón animó a unos cuantos militares de  Ciudadela y de Ferrerías, a cuyo frente se puso el Teniente Juan Thomás el 8 de febrero de madrugada; Thomás encabezó un grupo de hombres y se apoderó de  Ciudadela para el bando sublevado, operación conocida popularmente como Sa Girada, tras morir en el enfrentamiento el comandante militar de la plaza, Marcelino Rodríguez y resultar herido Thomás. Se unió a la sublevación el mayor Pedro Pons y los alzados enviaron una barca con un emisario para pedir ayuda a Sartorius a bordo del HMS Devonshire. Los republicanos reaccionaron enviando una compañía ciclista, mientras el Brigada  Palou, nombrado en su día Jefe del Regimiento de Infantería de Baleares n.º 37, reunía tropas y marchaba desde Mahón contra los sublevados, empatándose la situación tras unos cuantos tiros sin bajas, cerca de Mercadal. Mientras tanto, González de Ubieta negociaba una rendición sin represalias en la mañana del 8 de febrero, confiando en Sartorius. De común acuerdo González de Ubieta delegó el mando en el Coronel retirado Alfonso Useleti López de Lara, residente en la isla.
El Mando franquista de Mallorca carecía de planes concretos para ocupar la isla (aunque existieron proyectos desde 1937) y poco después en Palma de Mallorca se desataron nervios: unos cazas sublevados volaron sobre las tropas de Palou y luego llegaron bombarderos italianos la tarde del mismo día 8, con algunos alemanes y españoles, que lanzaron sobre el casco antiguo de Mahón el mayor ataque de la guerra. Aun así el estado mayor franquista pudo asegurar a los británicos que los aviones italianos no habían sido llamados ni autorizados por Franco, y que el vuelo de esos aviones no implicaba que se permitieran bases italianas en Menorca.

### Rendición y evacuación de la isla
El Teniente Thomás estaba herido y en el hospital, mientras los suyos se encontraban al borde de la crisis. Pero la autoridad republicana se desbarataba en Mahón, donde numerosos jefes republicanos buscaban el medio de abandonar la isla a lo largo del 8 de febrero, sin pensar en resistir más. Algunos, entre ellos el Brigada Palou, intentando zarpar en vano en el vetusto buque-prisión Atlante estacionado en la rada de Cala Figuera.
El comandante militar de Menorca González de Ubieta le había contestado al representante franquista que él había amenazado con bombardear la isla si no se rendía, que defendería la isla hasta que no recibiera órdenes contrarias de sus superiores, pero como no consiguió contactar con el gobierno Negrín, ni con el general José Miaja y cuando contactó con el jefe de la flota Miguel Buiza éste le dijo que él sabría resolver el problema "con su probada hombría y lealtad", González de Ubieta tomó la única decisión posible, rendirse, dado el aislamiento de la isla tras la caída de Cataluña, además de que se había iniciado una sublevación profranquista de la guarnición de Ciudadela, al otro lado de la isla, durante la noche del 7 al 8 de febrero.
Así, el HMS Devonshire levó anclas rumbo a Marsella a las 5 horas del 9 de febrero con 452 refugiados a bordo encabezados por González de Ubieta. Otros 75 refugiados republicanos marcharon hacia Argel en el velero Carmen Pico que partió poco después. Entre las tropas dependientes del brigada Palou en Ciudadela corría la noticia de que podrían embarcar en Mahón y comenzaron las deserciones, pero no les esperaba ningún barco, por lo que solo les quedó rendirse a los sublevados.
El Coronel Useleti había dado garantías al Brigada Palou que, con su familia, podrían huir en el HMS Devonshire. Sin embargo al llegar estos al muelle, el crucero británico ya había zarpado.

### Ocupación franquista de Menorca
El mismo 9 de febrero por la mañana llegó a Mahón un hidroavión Heinkel He 60 procedente de Mallorca, y por la tarde desembarcó en Ciudadela un convoy procedente de Tarragona, con el coronel Natalio López Bravo al frente de efectivos de la 105.ª División del Cuerpo de Ejército Marroquí. Aquella misma noche entró otro convoy con tropas de Mallorca. Al amanecer del día 10 de febrero toda la isla se hallaba bajo control de los sublevados y el cónsul británico Hillgarth así lo informó a su gobierno. También le informó de que en la ocupación de la isla no había participado ningún contingente ni italiano ni alemán.

## Consecuencias
La intervención británica dio lugar a un acalorado debate en la Cámara de los Comunes el 13 de febrero de 1939 durante el cual la oposición laborista acusó al gobierno conservador de Neville Chamberlain de haber comprometido al Reino Unido en favor de Franco, aunque la noticia de que se habían evacuado a tantas personas, incluidos los mandos republicanos, calmó los ánimos. Al día siguiente el representante oficioso del general Franco en Londres, el Duque de Alba, hizo llegar al secretario del Foreign Office Lord Halifax "la gratitud del Generalísmo y del gobierno nacional" por colaborar en "reconquistar Menorca".